# Polyplectropus paysandu
Polyplectropus paysandu är en nattsländeart som beskrevs av Angrisano 1994. Polyplectropus paysandu ingår i släktet Polyplectropus och familjen fångstnätnattsländor. Inga underarter finns listade i Catalogue of Life.